# Youth Authority
Youth Authority è il sesto album in studio del gruppo pop punk statunitense Good Charlotte, pubblicato nel luglio 2016.

## Tracce
1. Life Changes – 3:02
2. Makeshift Love – 3:43
3. 40 oz. Dream – 3:20
4. Life Can't Get Much Better – 3:24
5. Keep Swingin' (feat. Kellin Quinn) – 3:13
6. Reason to Stay (feat. Simon Neil) – 3:47
7. Stray Dogs – 3:54
8. Stick to Your Guns (Interlude) – 1:28
9. The Outfield – 3:32
10. Cars Full of People – 4:38
11. WAR – 4:45
12. Moving On – 3:58

Edizione deluxe iTunes
1. Rise – 3:22

Edizione deluxe Best Buy, HMV e Australia
1. We'll Let It All Out – 4:34
2. Life Is Hard – 3:36

Edizione deluxe Giappone
1. We'll Let It All Out – 4:34
2. Life Is Hard – 3:36
3. Comatose – 3:59